# Bande à part (album)
Pour les articles homonymes, voir Bande à part.
Albums de Nouvelle Vague
Nouvelle Vague
(2004) 3
(2009)
Bande à part est le deuxième album de Nouvelle Vague sorti le 14 juin 2006.

## Liste des titres
| N°  | Titre                       | Interprètes      | Artiste original            | Durée |
| --- | --------------------------- | ---------------- | --------------------------- | ----- |
| 1   | The Killing Moon            | Melanie Pain     | Echo and the Bunnymen       | 3:39  |
| 2   | Ever Fallen in Love         | Melanie Pain     | Buzzcocks                   | 3:19  |
| 3   | Dance with Me               | Melanie Pain     | The Lords of the New Church | 3:40  |
| 4   | Don't Go                    | Gérald Toto      | Yazoo                       | 3:43  |
| 5   | Dancing with Myself         | Phoebe Killdeer  | Billy Idol                  | 3:08  |
| 6   | Heart of Glass              | Gérald Toto      | Blondie                     | 3:34  |
| 7   | O Pamela                    | Marina           | The Wake                    | 4:26  |
| 8   | Blue Monday                 | Melanie Pain     | New Order                   | 3:06  |
| 9   | Human Fly                   | Phoebe Killdeer  | The Cramps                  | 2:49  |
| 10  | Bela Lugosi's Dead          | Phoebe Killdeer  | Bauhaus                     | 4:00  |
| 11  | Escape Myself               | Phoebe Killdeer  | The Sound                   | 3:43  |
| 12  | Let Me Go                   | Silja            | Heaven 17                   | 3:53  |
| 13  | Fade to Grey                | Marina           | Visage                      | 4:45  |
| 14  | Waves                       | Marina           | Blancmange                  | 3:16  |
| *   | Shack Up                    | Phoebe Killdeer  | A Certain Ratio             | 3:45  |
| *   | Israel                      | Gérald Toto      | Siouxsie and the Banshees   | 4:38  |
| *   | Moody                       | Gérald Toto      | ESG                         | 3:38  |
| *   | Confusion                   | Melanie Pain     | New Order                   | 3:22  |
| *   | Pride (In the Name of Love) | Birdpaula        | U2                          | 4:32  |
| *   | Come On Eileen              | Sandra n Kake    | Dexys Midnight Runners      | 2:59  |
| **  | Eisbär                      | Marina Celeste   | Grauzone                    | 3:43  |
| *** | Sweet & Tender Hooligan     | Phoebe & Melanie | The Smiths                  | 3:02  |

* Pistes bonus sur les éditions limitées

** Piste cachée
*** Piste en téléchargement (Virgin)